# آبشار اوردیکان
آبشار اوردیکان، در استان کرمان واقع شده‌است و جز آثار گردشگری این استان محسوب می‌شود.
این آبشار در دو کیلومتری شرق بلندترین منطقه مسکونی ایران، در روستای اوردیکان و در دامنه‌های جنوب غربی کوه هزار قرار دارد.
روستای اوردیکان، بلندترین منطقه مسکونی ایران محسوب می‌شود و در ارتفاع ۳۳۰۰ متری که در سینه قله بلند هزار(۴۵۰۱ متر) به آرامی جای گرفته و ساکنان آن در تمام طول سال خانه و کاشانه خود را آباد نگه می‌دارند و آن را ترک نمی‌کنند.
آب این آبشار از برف‌ها و یخ‌های ارتفاعات بالادست و قله هزار سرچشمه می‌گیرد.
ارتفاع این آبشار حدود ۱۲ متر است و به صورت حرکت روی شیب تند دیواره جریان دارد و فضای دل‌انگیزی را به وجود آورده‌است.
بالادست آبشار، جریان آب درختچه‌ها و گل‌های وحشی را در حاشیه خود نظم بخشیده و مسیر کوهنوردان را جذاب‌تر نموده‌است.
دسترسی به این روستا از طریق شهرستان [بردسیر]، جاده روستای گلزار، روستای شیرینک، روستای راسک و سپس اوردیکان امکانپذیر است.